# Śmigiel (stacja kolejowa)
Śmigiel – wąskotorowa stacja kolejowa w Śmiglu, w województwie wielkopolskim, w Polsce położona przy wjeździe do miasta, przy ul. Leszczyńskiej 14.

## Charakterystyka
Stacja kolei wąskotorowej na linii Stare Bojanowo Wąskotorowe - Wielichowo, zbudowana została w 1899 r., z chwilą wydania przez Sejmik powiatu śmigielskiego uchwały zezwalającej na budowę kolei powiatowej o prześwicie toru wynoszącym 1000 mm. Budynek zbudowany jest na planie kwadratu z muru pruskiego z dwuspadowym dachem krytym dachówką.
Stacja w Śmiglu jest główną stacją Śmigielskiej Kolei Dojazdowej. Znajduje się tam nastawnia oraz dyrekcja ŚKD, a także lokomotywownia i warsztaty wraz z podnośnikami. Na stacji znajduje się również posterunek policji. Ciekawym elementem śmigielskiego dworca jest zegar na ścianie frontowej budynku.
Otoczenie dworca i cała infrastruktura kolejowa przeszła gruntowny remont w latach 1952 - 1953, kiedy to decyzją Zarządu Kolei Dojazdowych w Poznaniu zmieniono prześwit toru z 1000 mm na 750 mm, w celu ujednolicenia taboru.
Stacja pełni zarówno funkcje dworca pasażerskiego jak i towarowego.